# Sébastien-Bernard Seitz
Sébastien-Bernard Seitz, né le 29 septembre 1797 à Mayence et mort le 27 octobre 1860  à Lyon, est un architecte français.

## Biographie
Fils d'un jardinier, Sébastien-Bernard Seitz naît le 29 septembre 1797 à Mayence. Il étudie la construction à l'école royale d'instruction des troupes à cheval de 1818 à 1820.
En 1844, il est désigné comme architecte contrôleur des travaux du Palais de justice de Lyon. En 1856, il devient membre du conseil départemental des bâtiments civils du Rhône.

## Réalisations
Il réalise les travaux d'architecture suivants :
- à Lyon :
  - achèvement de la rue de la Préfecture, initiée par Vincent Farge ;
  - immeubles au 14, 17 et 19 rue Lanterne.

## Distinction
Il est membre de la société académique d'architecture de Lyon le 27 août 1841.